# St. Jakobus (Fambach)

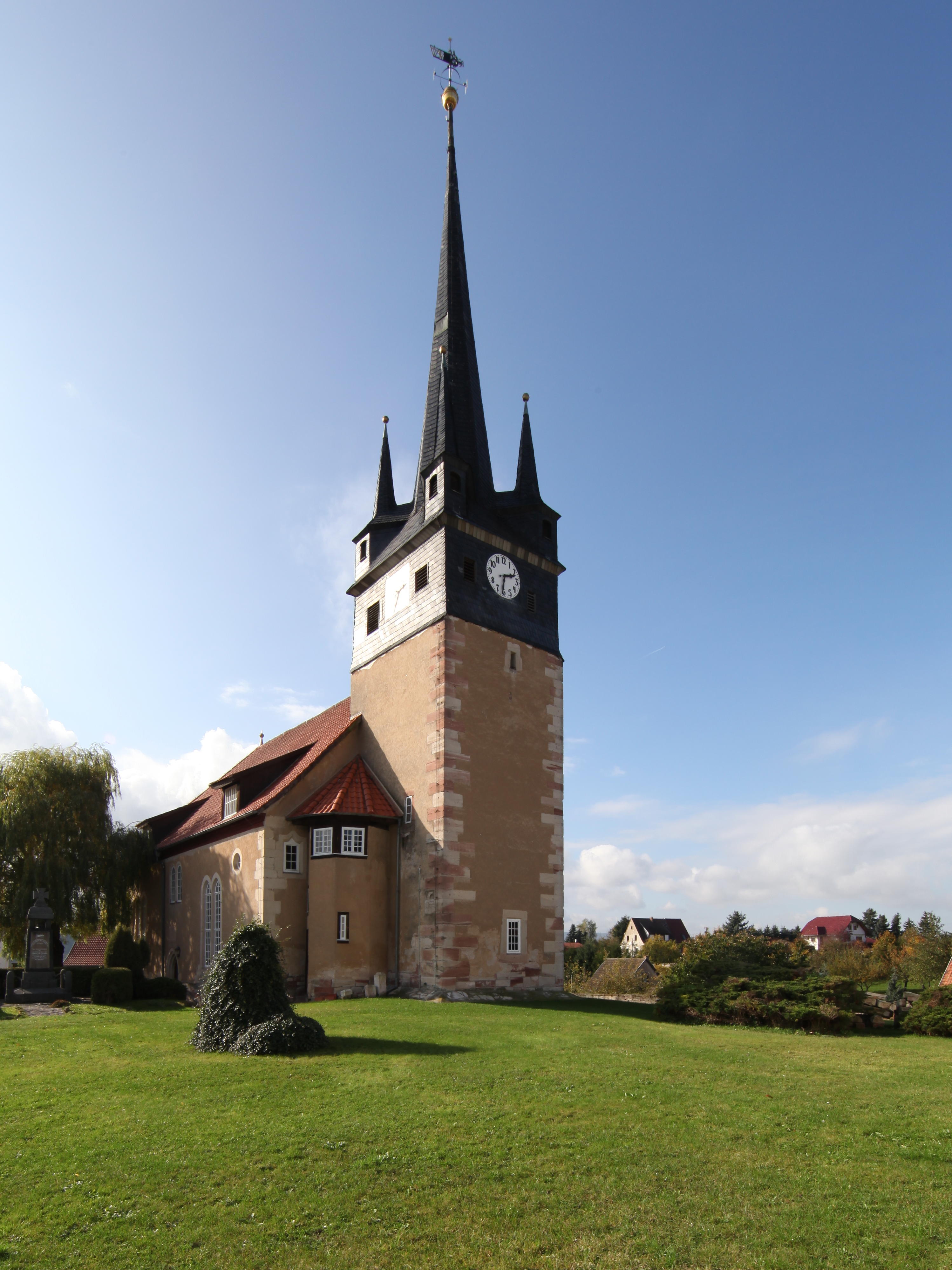
Die Kirche St. Jakobus

Die evangelisch-lutherische Dorfkirche St. Jakobus steht in der Gemeinde Fambach im Landkreis Schmalkalden-Meiningen in Thüringen.

## Geschichte
Um 1500 wurde die alte romanische Kapelle zu einer im gotischen Baustil entstehenden Kirche umgebaut.
Aus dieser Zeit ist auch die älteste Glocke.
Ein zweiter Erweiterungsbau erfolgte im Jahre 1616 in Renaissancestil. Zeugnis sind die Emporen. Da die Mittelstützen der Zwillingsfenster an der Längswand nicht als Säulen ausgearbeitet sind, gehören sie wohl ebnfalls der renaissance an, nicht der Romanik. Der „freie“ Holzpfeiler, ad dem die Kanzel steht, macht deutlich, dass auch die mit Emporen verbundene Stützen Elemente der Unterteilung des Kirchenraums in drei Schiffe sind, St. Jakobus also eine Hallenkirche ist. Nach und nach wurde die Kirche neu ausgestattet.
1723 wurde die neue Orgel eingeweiht. Der Taufstein ist aus der Spätrenaissance. Die Turmuhr ist aus dem Jahr 1582. Altar und Kanzeldeckel sind wunderbare Arbeiten dieser Zeit. Auch künstlerisch wurde das Gotteshaus gut bedient. Zwei Brüder aus Tann gaben der Kirche mit großen Bildern ein besonderes Gesicht.